# 21523 GONG
جي أو أن جي (ويعرف أيضًا باسم 21523 جي أو أن جي وفق تسمية الكوكب الصغير) (بالإنجليزية: GONG)‏ هو كويكب ضمن حزام الكويكبات؛ وترتيبه 21523 من حيث الاكتشاف.
اكتُشف هذا الجُرم الفلكي بواسطة روي أ. تاكر في 26 يونيو 1998، وأُطلق عليه هذا الاسم نسبةً إلى Global Oscillations Network Group ‏.

## وصلات خارجية
- 21523 GONG في قاعدة بيانات مختبر الدفع النفاث لأجرام النظام الشمسي الصغيرة

- الاكتشاف · مخطط المدار ·  العناصر المدارية · المعلمات المادية

- 21523 GONG على موقع ويكي سكاي: DSS2, SDSS, GALEX, IRAS, Hydrogen α, X-Ray, Astrophoto, Sky Map, Articles and images